# Economische Bond
De Economische Bond was een Nederlandse liberale politieke partij, opgericht op 15 december 1917. Zij beoogde de sinds het eind van de 19e eeuw bestaande verdeeldheid bij de liberalen op te heffen. Er bestonden namelijk drie liberale partijen: de Liberale Unie, de Bond van Vrije Liberalen en de links-liberale Vrijzinnig-Democratische Bond. Dit streven werd in 1921 deels verwezenlijkt door oprichting van de Vrijheidsbond.

## Voorman
De voorman van de Economische Bond was de vroegere VDB-politicus en oud-minister Willem Treub. Hij was wethouder in de gemeente Amsterdam geweest en was een bekend Kamerlid. Tijdens de Eerste Wereldoorlog was hij een uiterst bekwaam minister. In die functie wist hij het financiële en economische leven draaiende te houden, ondanks allerlei moeilijkheden op het gebied van de handel.

## Electoraat
De partij behaalde bij de Tweede Kamerverkiezingen van 1918 ruim 40.000 stemmen (3.1%), goed voor drie zetels. Vrijwel alle stemmen waren uitgebracht op lijsttrekker Treub.
De partij werkte tot 1921 met de Plattelandersbond, de Middenstandspartij, het VDW en de Neutrale Partij samen in de Neutrale fractie onder leiding van Treub. In 1921 vormde de Economische Bond samen met de Liberale Unie, de Vrije-Liberalen en enkele splinterpartijen de Vrijheidsbond.

### Verkiezingsresultaten
| Verkiezingsjaar | Lijsttrekker | Aantal zetels | Oppositie/Coalitie |
| --------------- | ------------ | ------------- | ------------------ |
| 1918            | Willem Treub | 3/100         | Oppositie          |

## Kamerleden
Tweede Kamerleden voor de Economische Bond:
- Willem Hendrik de Buisonjé (27 september 1918 - 4 juni 1921, opgevolgd op 12 juli 1921 door Johanna Westerman)
- Lourens de Groot (27 september 1918 - 12 mei 1922)
- Willem Treub (27 september 1918 - 4 november 1921, opgevolgd op 9 november 1921 door Hendrik Albeda)